# Millet bulgaro

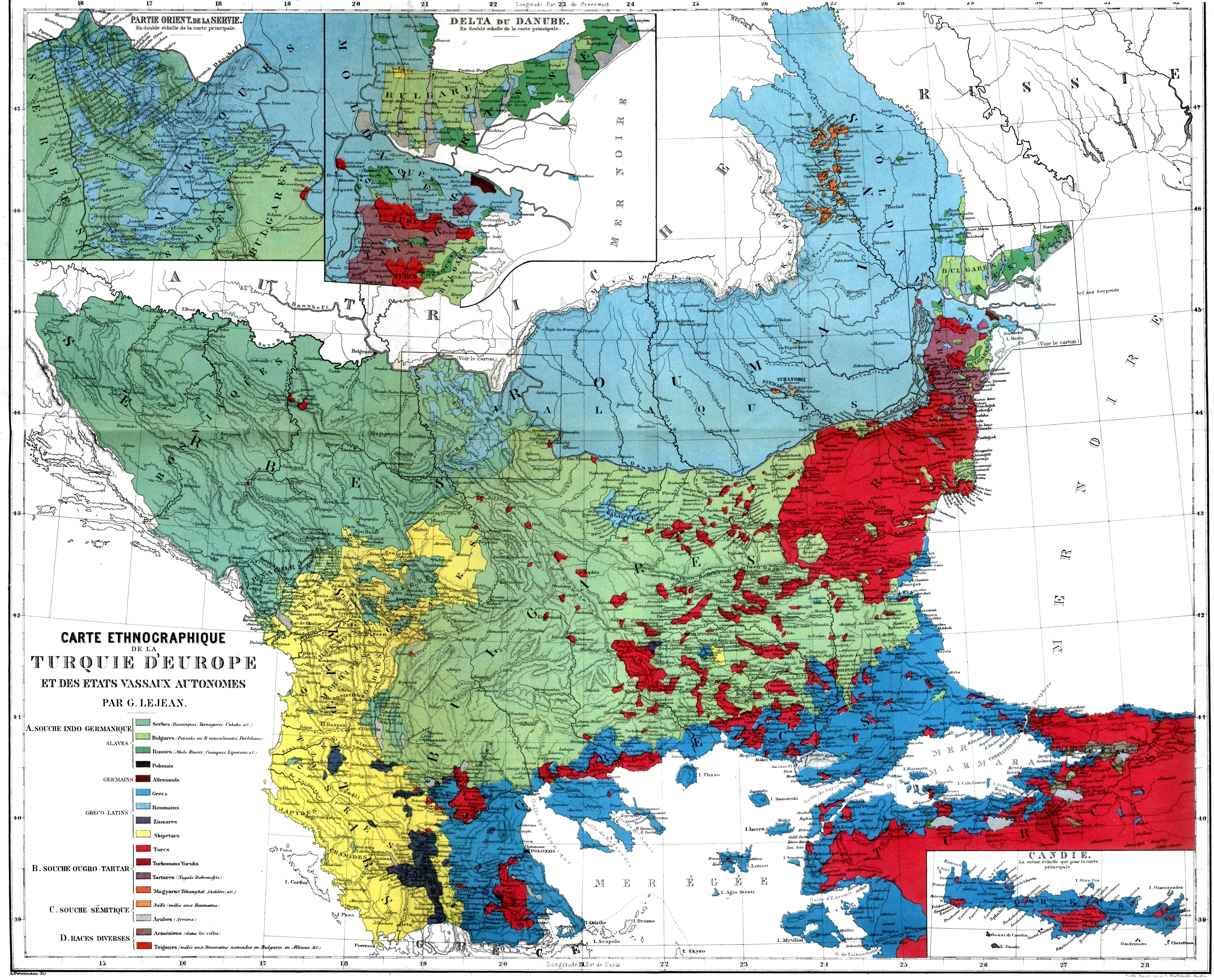
Mappa etnica dei Balcani del 1861, di Guillaume Lejean. I bulgari sono contrassegnati in verde chiaro.

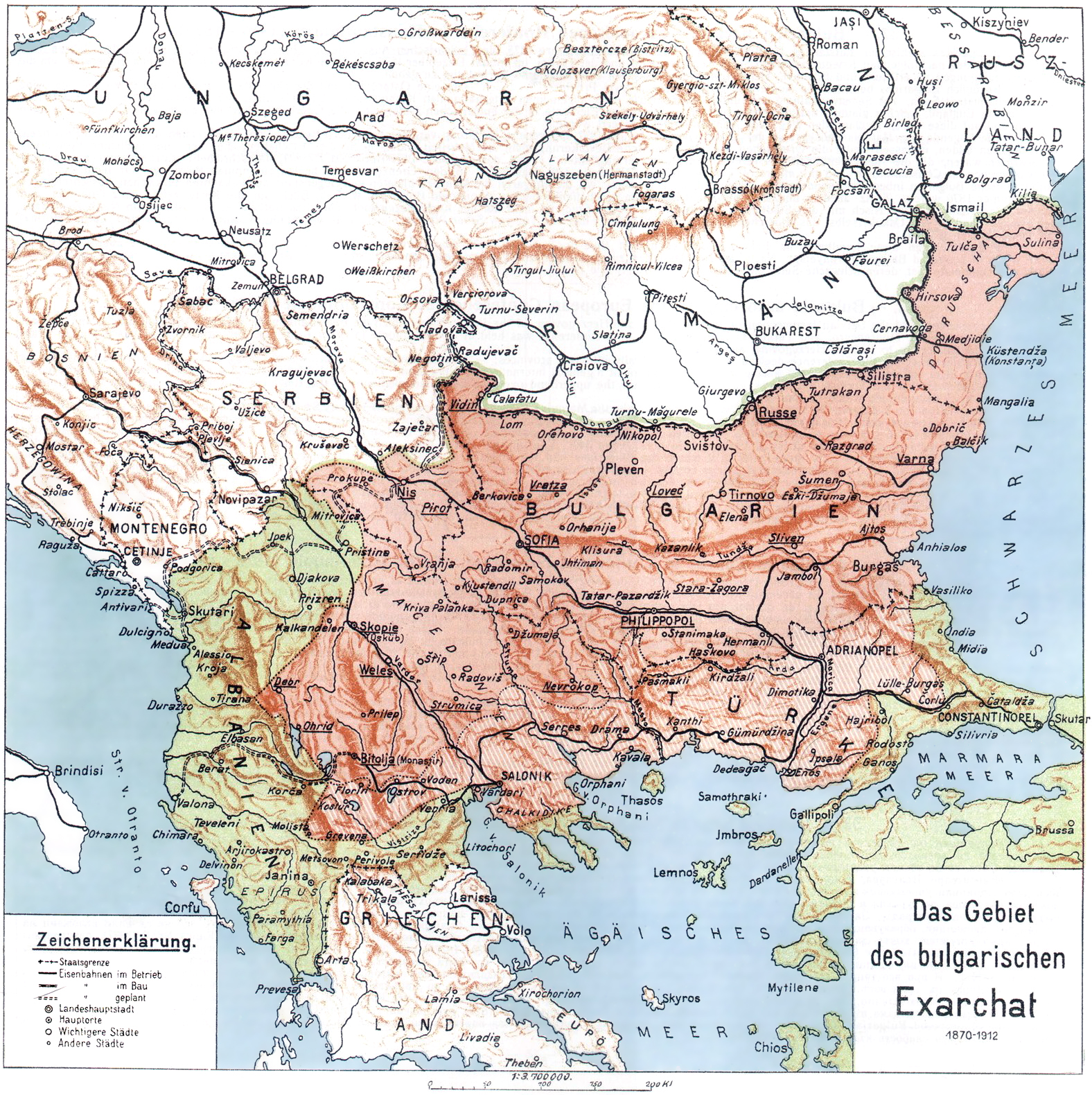
Territori sotto la giurisdizione dell'Esarcato bulgaro (1870-1913).

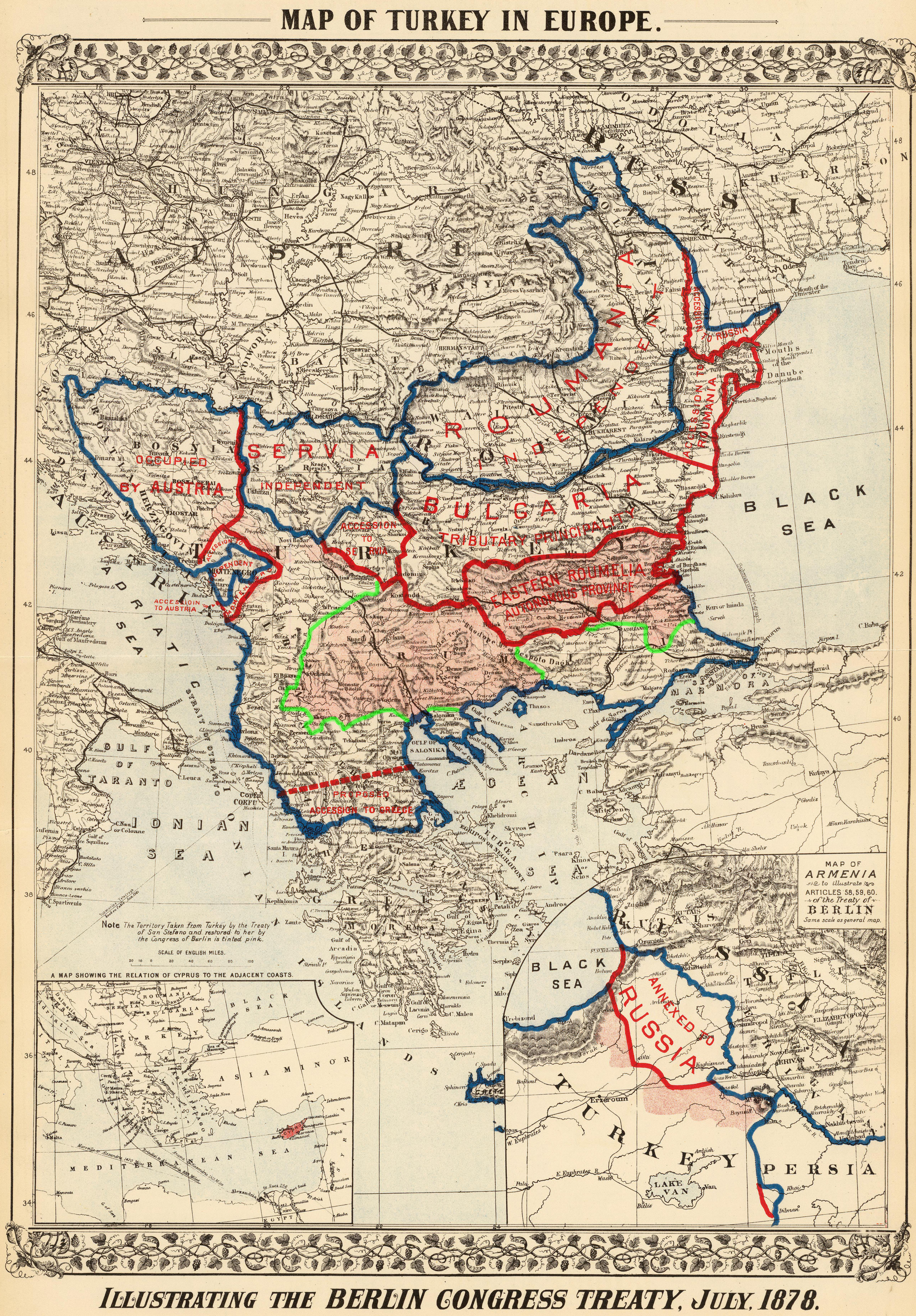
Mappa della Turchia europea nei Balcani, dopo il Trattato di Berlino. Le aree della Macedonia e Adrianopoli, che furono restituite dalla Bulgaria agli ottomani, sono indicate con frontiere verdi.

Il millet bulgaro o bulgar millet (in turco Bulgar Milleti) era una comunità etnoreligiosa e linguistica all'interno dell'Impero ottomano dalla metà del XIX all'inizio del XX secolo.
Il termine semiufficiale millet bulgaro fu utilizzato dal Sultano per la prima volta nel 1847, e rappresentò il suo tacito consenso a una definizione maggiormente etno-linguistica dei bulgari come nazione. Ufficialmente come millet separato nel 1860, furono riconosciuti i bulgari uniati, e poi nel 1870 come cristiani ortodossi bulgari (Eksarhhâne-i Millet i Bulgar). A quel tempo il classico sistema ottomano del millet iniziò a degradarsi con la continua identificazione del credo religioso con l'identità etnica e il termine millet veniva usato come sinonimo di nazione. In questa direzione, nella lotta per il riconoscimento di una Chiesa separata, fu creata la moderna nazione bulgara.
L'istituzione dell'Esarcato bulgaro nel 1870, significò nella pratica il riconoscimento ufficiale di una nazionalità bulgara separata, e in questo caso l'affiliazione religiosa divenne una conseguenza della fedeltà nazionale. La fondazione di una chiesa indipendente, insieme alla rinascita della lingua e dell'istruzione bulgara, furono i fattori cruciali che rafforzarono la coscienza nazionale e la lotta rivoluzionaria, che portarono alla creazione di uno stato-nazione indipendente nel 1878.

## Storia

### Sfondo
Tutti i cristiani ortodossi, compresi i bulgari nell'Impero ottomano, erano subordinati al Patriarcato di Costantinopoli, che era dominato dai fanarioti greci fino alla fine del XIX secolo. I cristiani ortodossi erano inclusi nel Rūm millet. L'appartenenza a questa comunità ortodossa divenne più importante per la gente comune rispetto alle loro origini etniche e il popolo ortodosso balcanico si identificava semplicemente come cristiano. Tuttavia, gli etnonimi non erano mai scomparsi e una qualche forma di identificazione etnica era preservata come evidenziava un firmano del sultano del 1680, che elencava i gruppi etnici nelle terre balcaniche come segue: Greci (Rum), Albanesi (Arnaut), Serbi (Sirf), Valacchi (Eflak o Ullah) e Bulgari (Bulgar).
Durante la fine del XVIII secolo, l'Illuminismo nell'Europa occidentale fornì un'influenza per l'inizio del risveglio nazionale del popolo bulgaro. Il processo di risveglio incontrò l'opposizione con l'ascesa del nazionalismo sotto l'Impero ottomano all'inizio del XIX secolo. Secondo i fautori del risveglio nazionale bulgaro, i bulgari erano oppressi come comunità etnica non solo dai turchi, ma anche dai greci. Consideravano il clero patriarcale greco il principale oppressore, che costringeva i bulgari a educare i propri figli nelle scuole greche e imponeva i servizi della Chiesa esclusivamente in greco per ellenizzare la popolazione bulgara.

### Scuola e Chiesa in lotta
All'inizio del XIX secolo, le élite nazionali utilizzarono i principi etno-linguistici per differenziare tra identità "bulgara" e "greca" nel Rum millet. I bulgari volevano creare le proprie scuole secondo uno standard letterario moderno comune. Nei Balcani, l'istruzione bulgara stimolò sentimenti nazionalisti a metà del XIX secolo. La maggior parte dei ricchi mercanti bulgari mandava i propri figli a ricevere un'istruzione di natura secolare, trasformando alcuni di loro in attivisti nazionali bulgari. A quel tempo le scuole laiche bulgare si stavano diffondendo in Mesia, Tracia e Macedonia, aiutate dai moderni metodi di insegnamento. Questo insieme in espansione di scuole bulgare iniziò a entrare in contatto con le scuole greche ponendo le basi per un conflitto nazionalista.
Entro la metà del secolo, gli attivisti bulgari spostarono la loro attenzione dalla lingua alla religione e iniziarono il dibattito sull'istituzione di una chiesa bulgara separata. Di conseguenza, fino al 1870, il fulcro della rinascita nazionale bulgara si spostò sulla lotta per una Chiesa bulgara indipendente dal Patriarcato di Costantinopoli. L'indipendenza culturale, amministrativa e persino politica dal Patriarcato poteva essere ottenuta solo attraverso l'istituzione di un millet o nazione separata. Le azioni coordinate volte al riconoscimento di un millet separato costituirono la cosiddetta "Lotta della Chiesa". Le azioni furono condotte dai leader nazionali bulgari e sostenute dalla maggior parte della popolazione slava nei territori odierni di Bulgaria, Serbia orientale, Macedonia del Nord e Grecia settentrionale.
I bulgari facevano spesso affidamento alle autorità ottomane come alleate nei loro confronti con i patriarchi. Il firmano del sultano del 1847 fu il primo documento ufficiale emesso in cui veniva menzionato il nome del millet bulgaro. Nel 1849 il Sultano concesse al millet bulgaro il diritto di costruire la propria chiesa a Costantinopoli. La chiesa ospitò successivamente la domenica di Pasqua del 1860 quando fu de facto proclamato per la prima volta l'esarcato bulgaro autocefalo.

### Riconoscimento del Millet bulgaro e lo Scisma bulgaro
Nel frattempo, alcuni leader bulgari cercarono di negoziare l'istituzione di una Chiesa uniata bulgara. Il movimento per l'unione con Roma portò al riconoscimento iniziale di un millet cattolico bulgaro separato da parte del Sultano nel 1860. Il Sultano emanò un decreto speciale (irade) per quell'occasione. Sebbene inizialmente il movimento raccogliesse circa 60.000 aderenti, la successiva istituzione dell'Esarcato bulgaro ne ridusse il numero di circa il 75%.
La "Lotta della Chiesa" bulgara fu finalmente risolta con un decreto del Sultano nel 1870, che istituì l'Esarcato bulgaro. L'atto istituì anche il millet ortodosso bulgaro, un'entità che combinava la nozione moderna di nazione con il principio ottomano del millet. Trasformò anche l'esarca bulgaro sia come leader religioso che come capo amministrativo del Millet. La nuova entità godeva di autonomia culturale e amministrativa interna. Tuttavia escludeva i bulgari non ortodossi e, quindi, non riusciva ad abbracciare tutti i rappresentanti dell'etnia bulgara.
Gli studiosi sostengono che il sistema del millet fu determinante per trasformare l'esarcato bulgaro in un'entità che promuoveva il nazionalismo etnoreligioso tra i bulgari ortodossi.
L'11 maggio 1872 nella chiesa bulgara di Santo Stefano a Costantinopoli, che era stata chiusa dall'ordine del Patriarca ecumenico, i sacerdoti celebrarono una liturgia, dopodiché fu dichiarata l'autocefalia della Chiesa bulgara. La decisione sulla dichiarazione unilaterale di autocefalia da parte della Chiesa bulgara non fu accettata dal Patriarcato di Costantinopoli. In questo modo il termine filetismo fu coniato al Santo Sinodo pan-ortodosso che si riunì a Costantinopoli il 10 agosto. Il Sinodo emise una condanna ufficiale del nazionalismo ecclesiastico e il 18 settembre dichiarò scismatico l'Esarcato bulgaro.

### Indipendenza della Bulgaria
Avendo raggiunto l'indipendenza religiosa, i nazionalisti bulgari si concentrarono anche sull'ottenimento dell'indipendenza politica. All'inizio degli anni '70 dell'Ottocento iniziarono a svilupparsi due movimenti rivoluzionari: l'Organizzazione Rivoluzionaria Interna e il Comitato Centrale Rivoluzionario Bulgaro. La loro lotta armata raggiunse il culmine con la rivolta d'aprile scoppiata nel 1876 e da cui scaturì la guerra russo-turca del 1877-1878 che portò alla fondazione del terzo stato bulgaro dopo il Trattato di San Stefano. Il trattato istituì un Principato di Bulgaria il cui territorio comprendeva l'ampia area tra il Danubio e i Monti Balcani, la maggior parte dell'odierna Serbia orientale, Tracia settentrionale, parti della Tracia orientale e quasi tutta la Macedonia. In quel periodo i passaggi del clero dalla Chiesa ortodossa a quella cattolica e viceversa erano sintomatici del gioco delle potenze straniere con il clero coinvolto dopo il Trattato di Berlino del 1878, che spartiva il territorio stipulato del nuovo Principato. Pertanto, nell'interazione tra la dottrina ortodossa e quella uniata, la Bulgaria sostenne l'esarcato ortodosso. La Russia appoggiò la Bulgaria e il Patriarcato greco di Costantinopoli sostenne l'idea nazionale greca. La Francia e l'impero asburgico sostenevano gli Uniati. L'atteggiamento dell'Impero ottomano dipendeva da come doveva bilanciare i propri interessi nel gioco con le Grandi Potenze.

### Tracia e Macedonia
Le idee del nazionalismo bulgaro crebbero in importanza, in seguito al Congresso di Berlino che riprese le regioni della Macedonia e della Tracia meridionale, riportandole sotto il controllo dell'Impero ottomano. Anche una provincia ottomana autonoma, chiamata Rumelia orientale fu creata nella Tracia settentrionale. Di conseguenza, il movimento nazionalista bulgaro proclamò come suo obiettivo l'inclusione della maggior parte della Macedonia e della Tracia sotto la Grande Bulgaria. La Rumelia orientale fu annessa alla Bulgaria nel 1885 attraverso una rivoluzione incruenta. All'inizio degli anni '90 dell'Ottocento furono fondate due organizzazioni rivoluzionarie filo-bulgare attive in Macedonia e nella Tracia meridionale: i Comitati Rivoluzionari Macedone-Adrianopoli bulgari e il Comitato Supremo della Macedonia-Adrianopoli. Gli slavi macedoni allora erano considerati e si auto-identificavano prevalentemente come bulgari macedoni. Nel 1903 parteciparono insieme ai bulgari traci alla fallita rivolta di Ilinden-Preobrazhenie contro gli ottomani in Macedonia e nel Vilayet di Adrianopoli. Ciò fu seguito da una serie di conflitti tra greci e bulgari in entrambe le regioni. Le tensioni erano il risultato dei diversi concetti di nazionalità. I villaggi slavi si divisero in seguaci del movimento nazionale bulgaro e cosiddetti grecomani. La Rivoluzione dei giovani turchi del 1908 restaurò il parlamento ottomano, che era stato sospeso dal Sultano nel 1878. Dopo la rivoluzione le fazioni armate deposero le armi e si unirono alla lotta legale. I bulgari fondarono il Partito federativo popolare (sezione bulgara) e l'Unione dei club costituzionali bulgari e parteciparono alle elezioni ottomane. Ben presto, i Giovani Turchi divennero sempre più ottomanisti e cercarono di sopprimere le aspirazioni nazionali delle varie minoranze in Macedonia e Tracia.

### Scioglimento
L'effetto delle guerre balcaniche nel 1912-1913 fu la spartizione dei territori dell'Impero ottomano in Europa, seguita da una campagna anti-bulgara nelle aree della Macedonia e della Tracia, che passarono sotto l'amministrazione serba e greca. Gli ecclesiastici bulgari furono espulsi, le scuole bulgare furono chiuse e la lingua bulgara fu proibita. La popolazione slava venne dichiarata come "meridionale, ossia vecchi serbi " o come " greci slavofoni". Nella regione di Adrianopoli, che gli ottomani riuscirono a mantenere, l'intera popolazione tracia bulgara fu sottoposta a pulizia etnica. Di conseguenza molti bulgari fuggirono dai territori dell'attuale Grecia, Macedonia del Nord e Turchia europea verso quella che oggi è la Bulgaria. Successivamente, l'Impero ottomano perse sostanzialmente tutti i suoi possedimenti nei Balcani, il che pose fine de facto alla comunità del millet bulgaro.